# Kommunalvalget i Gladsaxe Kommune 2017
Kommunalvalget i Gladsaxe Kommune 2017 blev afholdt som del af kommunal- og regionsrådsvalg 2017 tirsdag den 21. november 2017. Der skulle vælges 25 medlemmer af byrådet, og det krævede 13 mandater for at danne et flertal. Siddende borgmester var Karin Søjbjerg Holst fra Socialdemokratiet. Hun genopstillede ikke og ny borgmester var derfor hendes partifælle Trine Græse.
I alt stillede 98 kandidater op fordelt på 10 partier. Der var anmeldt følgende valgforbund:
| Valgforbund   | Partier                              |
| ------------- | ------------------------------------ |
| Valgforbund 1 | A. Socialdemokratiet                 |
| Valgforbund 1 | B. Radikale Venstre                  |
| Valgforbund 1 | F. Socialistisk Folkeparti           |
| Valgforbund 2 | C. Det Konservative Folkeparti       |
| Valgforbund 2 | D. Nye Borgerlige                    |
| Valgforbund 2 | I. Liberal Alliance                  |
| Valgforbund 2 | O. Dansk Folkeparti                  |
| Valgforbund 2 | V. Venstre - Danmarks Liberale Parti |
| Valgforbund 3 | K. Kristendemokraterne               |
| Valgforbund 3 | L. Lokallisten Gladsaxe              |
| Valgforbund 3 | Ø. Enhedslisten                      |